# Gaschurn

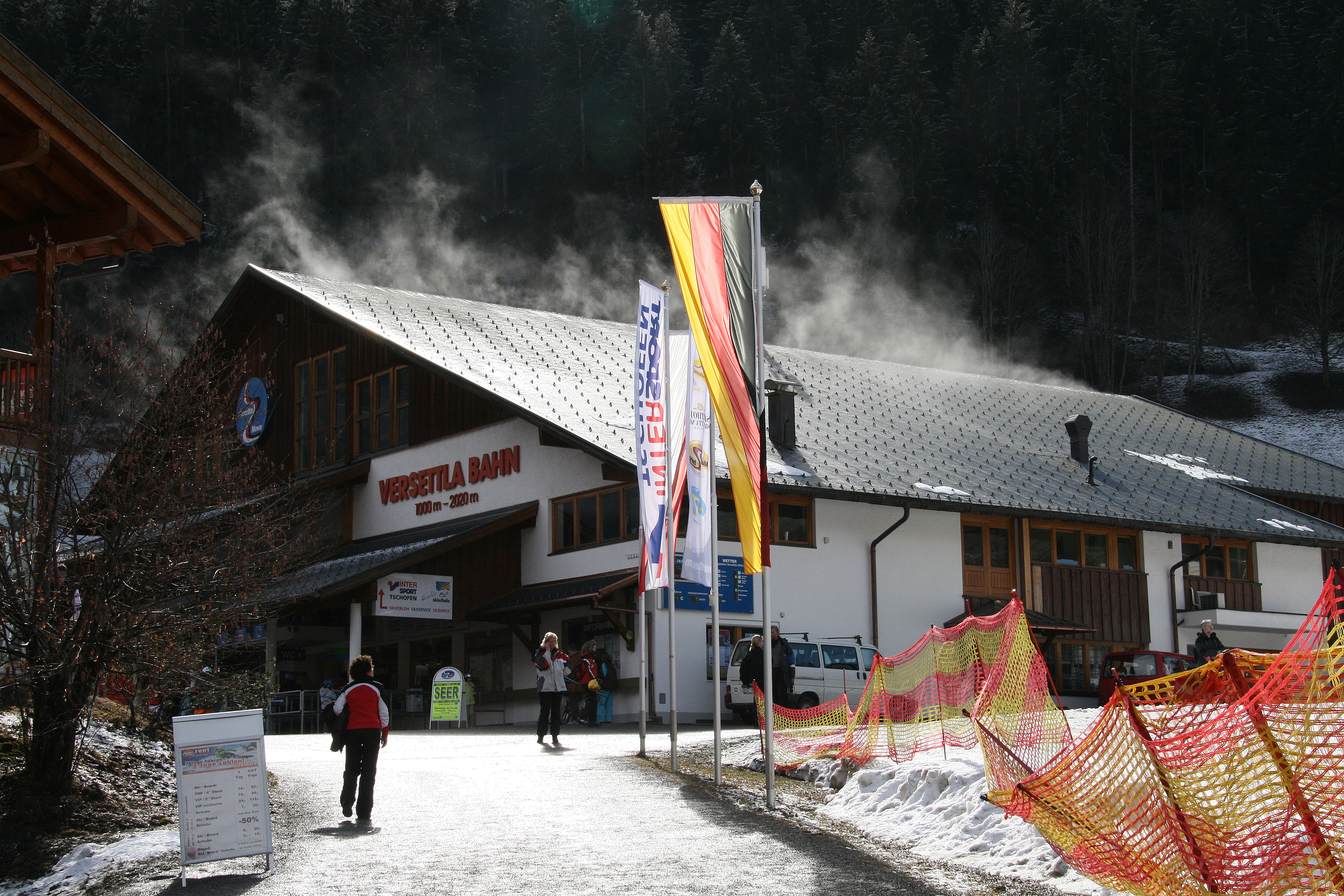
Versetlla Bahn (estación de teleférico)

Gaschurn es un municipio situado en el distrito de Bludenz, en el estado de Vorarlberg, Austria. Tiene una población estimada, a inicios de 2023, de 1558 habitantes.
Está ubicada al sur del estado, cerca de la orilla del río Ill —un afluente derecho del Rin—, y de la frontera con Liechtenstein, Suiza y el estado de Tirol.

## Turismo
La localidad está enclavada en una zona donde abundan las estaciones de esquí y los alojamientos para turistas.